# Mécringes
Mécringes je francouzská obec v departementu Marne v regionu Grand Est. V roce 2015 zde žilo 193 obyvatel.

## Poloha obce
Leží u hranic departementu Marne a departementem Aisne, tedy i u hranic regionu Hauts-de-France s regionem Grand Est.
Sousední obce jsou:  Dhuys et Morin-en-Brie (Aisne), Le Gault-Soigny, Montmirail, Morsains a Rieux.

## Vývoj počtu obyvatel
Počet obyvatel